# 船員法
船員法（せんいんほう、昭和22年9月1日法律第100号）は、船員として日本船舶または日本船舶以外の国土交通省令の定める船舶に乗り組む、船長および海員ならびに予備船員の雇入契約や給料、労働時間、有給休暇などに関する法律である。
船員労働には以下のような特殊性があることから、労働一般について定めた労働基準法とは別個の個別の法律となっており、主務官庁も厚生労働省（旧・労働省）ではなく国土交通省（旧・運輸省）である（後述）。
- 長時間陸上から孤立すること。
- 船外支援（修繕・医療等）を受けられない。
- 動揺する船内で危険な作業をともなうこと。（海中転落の危険）
- 「労働」と「生活」が一致した24時間体制の就労があること。

国際労働機関（ILO）が定める海上労働条約（2006年条約）とは密接に関係し、実際に同条約の批准に関連し大幅な法改正が行われており、2013年（平成25年）に施行されている。

## 主務官庁
- 国土交通省海事局船員政策課

労働基準法を所掌する厚生労働省労働基準局労働関係法課と連携して執行にあたる。

## 構成
- 第1章 - 総則
- 第2章 - 船長の職務及び権限
- 第3章 - 紀律
- 第4章 - 雇入契約等
- 第5章 - 給料その他の報酬
- 第6章 - 労働時間、休日及び定員
- 第7章 - 有給休暇
- 第8章 - 食料並びに安全及び衛生
- 第9章 - 年少船員
- 第9章の2 - 女子船員
- 第10章 - 災害補償
- 第11章 - 就業規則
- 第12章 - 監督
- 第13章 - 雑則
- 第14章 - 罰則
- 附則

## 定義
この法律において「船員」とは、日本船舶又は日本船舶以外の国土交通省令で定める船舶に乗り組む船長及び海員並びに予備船員をいう（第1条1項）。
- 「国土交通省令で定める船舶」は、日本船舶以外の次の各号に掲げる船舶とする（施行規則第1条）。
  - 船舶法第1条3号及び4号に掲げる法人以外の日本法人が所有する船舶
  - 日本船舶を所有することができる者及び前号に掲げる者が借り入れ、又は国内の港から外国の港まで回航を請け負った船舶
  - 日本政府が乗組員の配乗を行なっている船舶
  - 国内各港間のみを航海する船舶

ここでいう「船舶」には、次の船舶を含まない（第1条2項）。
1. 総トン数5トン未満の船舶
2. 湖、川又は港のみを航行する船舶
  - 「港」の区域は、港則法に基づく港の区域の定めのあるものについては、その区域によるものとする。ただし、国土交通大臣は、政令で定めるところにより、特に港を指定し、これと異なる区域を定めることができる（第1条3項）。
3. 政令の定める総トン数30トン未満の漁船
4. 前三号に掲げるもののほか、船舶職員及び小型船舶操縦者法第2条4項に規定する小型船舶であって、スポーツ又はレクリエーションの用に供するヨット、モーターボートその他のその航海の目的、期間及び態様、運航体制等からみて船員労働の特殊性が認められない船舶として国土交通省令の定めるもの
  - 「国土交通省令の定めるもの」は、スポーツ又はレクリエーションの用に供するヨット又はモーターボートとする（施行規則第1条の2）。

この法律において、
- 「海員」とは、船内で使用される船長以外の乗組員で労働の対償として給料その他の報酬を支払われる者をいう（第2条1項）。
- 「予備船員」とは、第1条1項に規定する船舶に乗り組むため雇用されている者で船内で使用されていないものをいう（第2条2項）。
- 「職員」とは、航海士、機関長、機関士、通信長、通信士及び国土交通省令で定めるその他の海員をいう（第3条1項）。
  - 「国土交通省令で定めるその他の海員」は、次に掲げる海員とする（施行規則第2条）。
    - 運航士
    - 事務長及び事務員
    - 医師
    - その他航海士、機関士又は通信士と同等の待遇を受ける者
- 「部員」とは、職員以外の海員をいう（第3条2項）。
- 「給料」とは、船舶所有者が船員に対し一定の金額により定期に支払う報酬のうち基本となるべき固定給をいう（第4条1項）。
- 「労働時間」とは、船員が職務上必要な作業に従事する時間（海員にあっては、上長の職務上の命令により作業に従事する時間に限る。）をいう（第4条2項）。

### 船舶所有者
船員法における「船舶所有者」とは、船舶において労務の提供を受けるために船員を使用する人のことを指す。労働基準法でいう「使用者」（労働基準法第10条）に相当するものであり、必ずしも船主と一致するわけではない。
この法律の規定（第11章の2、第113条3項、第130条の2、第130条の3、第131条（第4号の2に係る部分に限る。）及び第135条1項（第130条の2、第130条の3又は第131条4号の2の違反行為に係る部分に限る。）を除く。）及びこの法律に基づく命令の規定（第11章の2の規定に基づく命令の規定を除く。）のうち、船舶所有者に関する規定は、船舶共有の場合には船舶管理人に、船舶貸借の場合には船舶借入人に、船舶所有者、船舶管理人及び船舶借入人以外の者が船員を使用する場合にはその者にこれを適用する（第5条1項）。第11章の2、第113条3項、第130条の2、第130条の3、第131条（第4号の2に係る部分に限る。）及び第135条1項（第130条の2、第130条の3又は第131条第4号の2の違反行為に係る部分に限る。）の規定並びに第11章の2の規定に基づく命令の規定のうち、船舶所有者に関する規定は、船舶共有の場合には船舶管理人に、船舶貸借の場合には船舶借入人にこれを適用する（第5条2項）。

### 労働基準法との関係
労働基準法第1条~第11条、第116条2項、第117条~第119条及び第121条の規定は、船員の労働関係についても適用があるものとする（第6条）。
船員労働の特殊性から、船員については労働基準法の適用が除外されるが（労働基準法第116条）、これらの規定については船員にも適用される。

## 争議行為の制限
労働関係に関する争議行為は、船舶が外国の港にあるとき、又はその争議行為に因り人命若しくは船舶に危険が及ぶようなときは、これをしてはならない（第30条）。もっとも学説は、「船舶が外国の港にあるとき」に争議行為を全面的に禁止する合理的な根拠は見出しがたいとして、本条の制限に批判的である。また、本条違反について特別の制裁規定は設けられていない。

## 監督
国土交通大臣は、この法律、労働基準法（船員の労働関係について適用される部分に限る。以下同じ。）又はこの法律に基づいて発する命令に違反する事実があると認めるときは、船舶所有者又は船員に対し、その違反を是正するため必要な措置をとるべきことを命ずることができる（第101条1項）。国土交通大臣は、この規定に基づく命令を発したにもかかわらず、船舶所有者又は船員がその命令に従わない場合において、船舶の航海の安全を確保するため特に必要があると認めるときは、その船舶の航行の停止を命じ、又はその航行を差し止めることができる。この場合において、その船舶が航行中であるときは、国土交通大臣は、その船舶の入港すべき港を指定することができる（第101条2項）。
国土交通大臣は、船舶所有者及び船員の間に生じた労働関係に関する紛争（労働関係調整法第6条の労働争議及び個別労働関係紛争の解決の促進に関する法律第4条1項の個別労働関係紛争であって同法第21条1項の規定により読み替えられた同法第5条1項の規定により地方運輸局長（運輸監理部長を含む。以下同じ。）が指名するあっせん員があっせんを委任されたものを除く。）の解決について、あっせんすることができる（第102条）。
この法律によつて国土交通大臣の行うべき事務は、外国にあっては、国土交通省令の定めるところにより、日本の領事官がこれを行う（第103条）。
国土交通大臣は、所部の職員の中から船員労務官を命じ、この法律及び労働基準法の施行に関する事項を掌らせる（第105条）。船員労務官は、必要があると認めるときは、船舶所有者又は船員に対し、この法律、労働基準法及びこの法律に基いて発する命令の遵守に関し注意を喚起し、又は勧告をすることができる（第106条）。船員労務官は、必要があると認めるときは、船舶所有者、船員その他の関係者に出頭を命じ、帳簿書類を提出させ、若しくは報告をさせ、又は船舶その他の事業場に立ち入り、帳簿書類その他の物件を検査し、若しくは船舶所有者、船員その他の関係者に質問をすることができる（第107条1項）。船員労務官は、必要があると認めるときは、旅客その他船内にある者に質問をすることができる（第107条2項）。第107条1項・2項の規定による立入検査の権限は、犯罪捜査のために認められたものと解釈してはならない（第107条4項）。

## 雑則
船舶所有者は、この法律、労働基準法、この法律に基づく命令、労働協約、就業規則並びに第34条2項、第64条の2第1項、第65条及び第65条の3第3項の協定を記載した書類を船内及びその他の事業場内の見やすい場所に掲示し、又は備え置かなければならない（第113条1項）。船舶所有者（漁船その他第100条の2第1項の国土交通省令で定める特別の用途に供される船舶の船舶所有者を除く。）は、2006年の海上の労働に関する条約を記載した書類を船内及びその他の事業場内の見やすい場所に掲示し、又は備え置かなければならない（第113条2項）。海上労働証書又は臨時海上労働証書の交付を受けた特定船舶の船舶所有者は、これらの証書の写しを船内及びその他の事業場内の見やすい場所に掲示しなければならない（第113条3項）。
失業手当、雇止手当、送還の費用、送還手当又は災害補償を受ける権利は、これを譲り渡し、又は差し押えることができない。給料その他の報酬及び前条に規定する手当をともに支払うべき期間についての給料その他の報酬を受ける権利（これらの手当の額に相当する部分に関するものに限る。）についても同様とする（第115条）。
船舶所有者は、第44条の3から第46条まで、第47条1項、第49条、第63条、第66条（第88条の2の2第4項及び第5項並びに第88条の3第4項において準用する場合を含む。）又は第78条の規定に違反したときは、これらの規定により船舶所有者が支払うべき金額（第47条1項の規定に違反したときは、送還の費用）についての次項の規定による請求の時における未払金額に相当する額の付加金を船員に支払わなければならない（第116条1項）。船員は、裁判所に対する訴えによってのみ前項の付加金の支払を請求することができる。ただし、その訴えは、同項に規定する違反のあつた時から2年以内にこれをしなければならない（第116条2項）。
船員の船舶所有者に対する債権は、2年間（退職手当の債権にあっては、5年間）これを行わないときは、時効によって消滅する。船舶所有者に対する行方不明手当、遺族手当及び葬祭料の債権も同様とする（第117条）。